# 王铁锤
王铁锤（1932年—），男，河北定县人，中国竹笛演奏家，中央民族乐团一级演员，曾任中国民族管弦乐学会常务理事。
1995年起，參加古琴演奏家余青欣發起的「中華雅樂組」，致力於挖掘、整理傳統音樂，並嘗試用新的樂器組合演出。